# Трачка митологија
Трачка митологија представља веровања Трачана пре примања хришћанства.
Пошто су Трачани били неписмен народ, идеје о њиховој вери су углавном долазе из грчких извора. Тако Херодот говори о четири главна бога Трачана, који одговарају грчким боговима Аресу, Артемиди, Дионису и Хермесу. Они се пореде са трачким ликовима:
- Трачки коњаник Херос, чији је култ сачуван у лику Светог Ђорђа[1]. Соларно порекло Хероса потврђује мешање његовог култа у касној антици са елементима митраизма[2]
- Сабазије рогати бог, који је у Грчкој митологији стекао славу као Дионис[3] након писања Илијаде, где га нема. Конзумација алкохола играла је велику улогу у Дионисијевом култу[4], иако Херодот не помиње ширење пијанства међу Трачанима. Свештеници Сабазије-Диониса били су демони. Дионисов култ се састојао од ноћних окупљања уз светлост бакљи, где су жене имале значајну улогу. Учесници су се огртали животињским кожама и уз звуке фрула и тимпана доводили су се до транса, након чега би растргли жртву која је изражавала Диониса и тако се јела од његовог меса. Симбол Диониса биле су лабрије[5]
- Бендида  „велика богиња” је аналог Артемиде или Хекате[6], чије се светилиште налазило у Сармизегетузу и Беглик-Ташу.
- Котис - оргије су се одржавале у његову част, а мушкарци су били обучени у жене.

Нижа митологија Трачана била је култ нимфи сирена

## Историја
Поред тога, популарни лик грчке митологије, Орфеј, син воде Еагера, који је био и легендарни оснивач орфизма, имао је трачке корене. Постоји познати религиозни реформатор Залмоксис, који је понекад поистовећиван са небеским богом Гебелеизисом. Управо је он извршио поделу трачке религије на северни (гето-дакијски), где је постојао снажан патријархални утицај, и јужни правац, где су очуване црте матријархата.
Неки неакадемски истраживачи (В. Шчербаков) сматрају да је трачка религија имала значајан утицај на словенско паганство у годинама черњаховске културе
Трачани су народ индоевропског порекла, настањен у источном делу Балканског полуострва, у долини реке Марице.
Претпоставља се да већ током неолита отпочиње формирање Трачана и њихове религије на простору између Црног мора и реке Искера (културе Караново, Веселиново, Марица, Гумелница). Почетком бронзаног доба заједнице те области ступају у непосредни контакт са заједницама насељеним у северозападним областима Мале Азије и заједницама које су се из јужноруских степа спуштале у доње Подунавље. Из тих прожимања настала је особена култура бронзаног доба, чији су творци вероватно непосредни преци историјских Трачана. Вероватно су тада успостављене тесне везе са егејским светом, јер на микенским таблицама исписаним линеарним писмом Б (XIV-XIII в. п. н. е.) можда се већ помиње Тракија и једно од највећих трачких божанстава - Дионис.
Најраније податке о трачкој религији даје Хомер (VIII в. п. н. е.). По Илијади, Трачани су се у тројанском рату борили уз Тројанце, против Грка, а њихов највећи јунак био је Рес. У Одисеји се помиње и култ Аполона код племена Киконаца. Први одређенији подаци о Трачанима и трачкој религији срећу се од VII века п. н. е., од времена првих непосредних додира трачких племена са грчком цивилизацијом и то преко колонија основаних на западној обали Црног мора. Основну структуру трачког пантеона од краја VII до средине V века п. н. е. описао је Херодот (V в. п. н. е.), који наводи два трачка божанства по имену, док друга божанства поистовећује са грчким. Бог рата код трачког племена Апсинћана звао се Плистор, а врховни бог трачких Гета - Залмоксис. Сви Трачани поштовали су само Ареја, Диониса и Артемиду, а њихови краљеви и Хермеса. Данас је доказано да је трачка Артемида у ствари богиња Бендида или Котито, док су имена трачког Ареја, Диониса и Хермеса остала непозната. Трачани су у античко време били познати као необично побожан народ. Помињу се многе секте чији су припадници водили строг аскетски живот: нису јели месо и хранили су се само млеком, сиром и медом.
Значајне податке о религији Трачана пружају и епиграфски споменици, најчешће посвете - дедикације. На њима се име трачког бога јавља као епитет грчког или римског бога с којим се тај бог поистовећује. Тако су нам познати трачки богови Манимазос, Јамбадуле, Пиримерулас и Асдулес, али само по имену. Њихове функције могу се делом сагледати на основу значења њихових имена, а делом на основу карактера грчког или римског бога са којим се поистовећују.
Због расцепканости трачких племена постојали су многа локална божанстава и култова, а не јединствен, опште прихваћен пантеон. Несумњиво је да су Трачани, као и сви Индоевропљани, поштовали бога неба и његову супругу. Тај врховни бог посведочен је на натписима и вотивним споменицима као Сбелсурд, у римској епохи као Зевс Сбелсурд, који у испруженој левој руци држи орла, а у десној сноп муња. Његова супруга, поистовећена са грчком богињом Хером, имала је у Тракији посебан култ. То показује прича о Косингасу, њеном свештенику код племена Кебреја и Сикабоја, који је својим поданицима запретио да ће направити велике лествице и попети се на небо да се богињи пожали на њихову непослушност.
Култ Сунца постојао је веома рано, јер Хомер помиње Аполона као бога трачких Киконаца, а познији писци говоре и о трачком Хелију. Поштован је и бог светлости, по имену Ситалкас, у чију је част испевана истоимена химна.
Најбоље познајемо два трачка божанства која су у V веку п. н. е. уведена у грчки пантеон - богињу Бендиду и богињу Котито. Трачанке су Бендиди приносиле жртву увијену у пшеничну сламу. Бог рата, идентификован са грчким Арејем, код племена Апсинтијаца обожаван је под именом Плистор, а код Крестона - као Кандаон. Плистору су приношене људске жртве. У култу трачког Ареја ратници су прескакали усправљен мач, вероватно симбол самог бога.
Најзагонетније божанство грчког пантеона, бог Дионис, дуго је сматран трачким богом. Извесно је да у култу грчког Диониса има и трачких елемената, али се дешифровањем линеарног Б писма, односно микенског писма, показало да се мора рачунати и на елементе преузете из минојске религије. Божанство вегетације, сродно грчком Дионису, поштовали су и Трачани. Код Бизалта је Дионис јаком ватром најављивао верницима родну годину. Чувено светилиште трачког Диониса, које се налазило на планини Пангеју, било је у поседу племена Сатра, али су свештеници били из племена Беса. Ту се једна жена бавила прорицањем слично Питији у Делфима. Друго познато светилиште тог бога налазило се у Родопима, у области трачког племена Беса. То светилиште посетио је 60/59. п. н. е. и отац цара Августа, који је Дионису принео жртву. Тада је вино, изливено на жртвеник, букнуло до неба. Прича се да је пре њега светилиште посетио и Александар Велики.
У време римске доминације раширен је култ бога лекара Асклепија. Иако се претпоставља да је Асклепије трачког порекла, вероватније је да је он заменио неког трачког бога или демона лечника, по имену Дарон или Дерон. Асклепијева светилишта повезана су са изворима, а главна светилишта налазила су се код Ћустендила, у близини топлих извора, и у северној Бугарској (Глава Панега, Баткун).
Са натписа и из писаних извора познато је да су Трачани поштовали божанства река и извора. Најпознатија божанства река била су богови Херброс (Марица), Стримон (Струма) и Нестос (Места), који се у генеалогијама јављају и као очеви чувених јунака. Познат је и трако-фрижански бог река и извора по имену Беди. У римско доба биле су честе и посвете нимфама извора. Најраширенији култ у време римске доминације био је култ такозваног трачког коњаника Хероса. Трачани су познавали и хтонска божанства, међу њима Дерзеласа или Дарзаласа, који је у Одесосу поистовећен са Великим богом, а представљан је као брадати човек са рогом изобиља у руци, често на коњу.
У религиозном и политичком животу Трачана значајну улогу имало је свештенство. Свештеници су били заступници бога, саветници и помоћници владара. Из историје је позната улога Дионисовог свештеника Вологеза, који је био иницијатор и вођа устанка против Римљана и њихових савезника 11. п. н. е.
Трачки храмови и светилишта помињу се у античким изворима, а документовани су и археолошким истраживањима. Познати су храмови Диониса у Родопима и на Пангеју, као и Великог бога у Одесосу. У највећем броју случајева нису постојали храмови-грађевине, већ светилишта под ведрим небом, покрај неког извора или дрвета или на врховима планина. У трачком култу је важну улогу имало и прорицање, дато у екстази. У вези са религијом и магијом било је и тетовирање угледних Трачана, вероватно као знак оданости одређеном божанству.
Трачани веровали у бесмртност. Живот на другом свету замишљали су као веселу гозбу са пијанчењем у присуству богова. То се вероватно одразило и у њиховој храбрости и непоштовању живота. Један Херодотов податак указује и на њихов песимизам: код племена Трауза оплакивали су новорођенчад због зла и недаћа које га очекују у животу, а покојник је испраћен уз песму и весеље јер се ослободио беде и тешког живота. Угледни Трачани излагали су покојника три дана, а затим су приносили животиње на жртву. После оплакивања, покојник је сахрањиван или спаљиван, а изнад гроба је подизана хумка и приређивана су разна такмичења.
Погребни ритуали документовани су многим археолошким налазима. Куполаста гробница у Казанлаку из IV века п. н. е. украшена је фрескама које представљају покојнике на престолу и такмичења колима. У гробовима под хумкама откривени су и скелети жртвованих паса и коња. Оружје и посуде од метала и печене земље, најчешће кратери и купе за пиће, који су откривени у гробовима, показују да су Трачани стварно веровали да ће после смрти учествовати у ратним окршајима и на веселим гозбама.